# Ploum ploum tra la la
Pour les articles homonymes, voir Ploum ploum.
Pour plus de détails, voir Fiche technique et Distribution.
Ploum ploum tra la la est un film français réalisé par Robert Hennion et sorti en 1947.

## Fiche technique
- Titre : Ploum ploum tra la la
- Réalisation : Robert Hennion
- Scénario et dialogue : Paul Fékété
- Décors : Aimé Bazin
- Photographie : Willy
- Son : Maurice Vareille
- Script : Lucie Lichtig
- Société de production :  Films Azur
- Directeur de production : Jean de Biensan
- Tournage du 8 octobre 1946 au 9 janvier 1947
- Pays d'origine  :  France
- Format :  Noir et blanc - 35 mm - Son mono
- Genre : Comédie
- Durée : inconnue
- Date de sortie : France : 22 août 1947

## Distribution
- Georges Milton - François
- Saturnin Fabre - Basile Samara
- Paulette Dubost - Germaine
- Suzanne Dantès - La marquise
- Luce Feyrer - Georgette
- Pierre Sergeol - Sauvage
- René Lacourt - le chef de rayon
- Henri Villemur - Baudouin
- Gautier-Sylla - Albert
- Georges Gosset - dans son propre rôle
- Pierre Ferrary - dans son propre rôle
- François Chatelard - dans son propre rôle
- Marc Dantzer - André Dubois
- Édouard Delmont - Toussaint
- Danièle Franconville - une invitée
- Janine Dubroch - la petite fille
- Gabrielle Doulcet - Mme Dubois
- Danielle Godet - Gisèle
- Colette Ripert
- Philippe Normand
- René Pascal
- Albert Robin
- Eugène Compain
- Michèle Maxence
- Dany Damour